# Jacareí
Jacareí este un oraș în São Paulo (SP), Brazilia.